# Colimaskogssångare
Colimaskogssångare (Leiothlypis crissalis) är en fågel i familjen skogssångare inom ordningen tättingar. Den häckar huvudsakligen i Mexiko, men även in i USA i ett litet område i västra Texas. Fågeln är fåtalig och minskar i antal, men beståndet anses ändå vara livskraftigt.

## Utseende och läten
Colimaskogssångaren är en rätt stor (13,5 cm) skogssångare, störst i släktet men i övrigt lik flera andra arter med rostfärgad fläck på hjässan. Likt nashvilleskogssångaren och enskogssångare har den gråaktigt huvud och tydlig vit ögonring, men skiljer sig förutom den större storleken genom brun (ej grå eller grön) rygg, bruna flanker och orangegult på övre och undre stjärttäckare. Sången är en darrande, tjattrig drill, medan lätet liknar nashvilleskogssångarens "spink".

## Utbredning och systematik
Colimaskogssångaren häckar lokalt i Mexiko från Coahuila till nordöstra Zacatecas och norra San Luis Potosí, men även in i sydvästligaste Texas i USA, i Chisos Mountains. Vintertid flyttar den till västra Mexiko, i ett område från södra Sinaloa söderut till Guerrero och Morelos. Den behandlas som monotypisk, det vill säga att den inte delas in i några underarter.

### Släktestillhörighet
Tidigare placerades colimaskogssångaren i släktet Vermivora men DNA-studier visar att den inte är nära släkt med typarten i Vermivora, blåvingad skogssångare. Numera placeras den därför i ett annat släkte, Leiothlypis.

## Levnadssätt
Colimaskogssångaren häckar som vanligast i tall/ek-skogar med grästuvor på marken. Den kan även ses i rena ekskogar samt i skogar med tall och en, på mellan 1500 och 3000 meters höjd. Vintertid hittas den i buskrik undervegetation i fuktiga eller halvfuktiga bergsskogar 1500–3500 meter över havet. Den födosöker genom att plocka insektslarver från bladverket eller ur galläpplen, men kan också göra utfall mot flygande insekter i luften och ta fjärilslarver från marken. Boet placeras vanligen på marken och ägg har noterats i maj.

## Status och hot
Arten har ett stort utbredningsområde och en stor population, men tros minska i antal till följd av habitatdegradering, dock inte tillräckligt kraftigt för att den ska betraktas som hotad. Internationella naturvårdsunionen IUCN kategoriserar därför arten som livskraftig (LC). Beståndet uppskattas till endast 25 000 vuxna individer.

## Taxonomi och namn
Colimaskogssångaren beskrevs taxonomiskt som art av Osbert Salvin och Frederick DuCane Godman 1889 utifrån ett övervintrande exemplar funnet i mexikanska delstaten Colima, därav namnet. Det vetenskapliga artnamnet crissalis syftar på undergumpens färg, av latinets crissum för undergump.